# Pouteria plicata
Pouteria plicata är en tvåhjärtbladig växtart som beskrevs av Terence Dale Pennington. Pouteria plicata ingår i släktet Pouteria och familjen Sapotaceae. Inga underarter finns listade i Catalogue of Life.